# Чан Чеч Крік
Чан Чеч Крік (англ. Chan Chich Creek) — річка на межі Белізу та Гватемали, зокрема їхніх округів Ориндж-Волк (Беліз). Довжина до 40 км. Свої води несе поміж пагорбів Ялбак та заболочених лісів-джунглів західного Белізу та сходу Гватемали.
Протікає південно-західною територією округу Ориндж-Волк зі сходу на південний захід. Витік річки в густих лісах округу Ориндж-Волк, на невеличкому підвищенні, яке є східною межею Пагорбів Ялбак (Yalbac Hills), та низовини, яка  є складовою частиною Юкатанської низовини, зокрема, заболочених рівнин Юкатанської платформи.
У верхів'ях річище неглибоке з берегами-кручами, протікає в заболочених нетрях і далі вже в'ється поміж десятка менших тропічних озер-боліт. Річка наповнюється кількома місцевими потоками та водами боліт й озер. На її нестійких берегах белізці не селилися, оскільки пойма річки доволі заболочена. Уже з середини своєї течії, річка формує ширший видолинок (інколи шириною в 100 м), заповнений болотами та старицями. А поготів, вона так оминає Пагорби Ялбак і простує в нетрях джунглів та боліт низовини  і губиться в одному з них. 
Флора і фауна річки притаманна саме тропічній флорі та фауні. Річка є зарибленою, а на її берегах водяться сотні видів птахів, комах.